# El tirador de palomas
El tirador de palomas és una sarsuela, amb llibret de Carlos Fernández Shaw i Ramón Asensio Mas i música d'Amadeu Vives, estrenada al Teatro Apolo de Madrid, el 17 de febrer de 1902. A Barcelona va veure la llum per primera vegada, el 15 d'abril del mateix any, al teatre Eldorado.

## Curiositats
- Malgrat considerar-se sarsuela en castellà, en desenvolupar-se els fets al País Valencià, resulta molt xocant que la majoria de noms siguin en valencià, el qual fa que costi entendreu.
- Carlos Fernández Shaw i Ramón Asensio Mas, van dedicar aquesta sarsuela al "Sr. Conde del Villar", en testimoni, sincer i expressiu, de consideració, amistat i gratitud. (4-3-902).[1]